# Blade (pel·lícula de 2025)
Blade és una pel·lícula de superherois estatunidenca basada en el personatge de Marvel Comics Blade. Produïda per Marvel Studios i distribuïda per Walt Disney Studios Motion Pictures, serà la pel·lícula 34 de l'Univers Cinematogràfic de Marvel (MCU) i un reinici de la sèrie de pel·lícules Blade. La pel·lícula estarà dirigida per Yann Demange, escrita per Michael Starrbury i protagonitzada per Mahershala Ali.
Marvel Studios va començar a desenvolupar una nova pel·lícula Blade el maig de 2013, després que els drets del personatge tornessin a l'estudio. Ali va parlar de protagonitzar una nova interpretació del personatge el 2016, abans d'apropar-se a Marvel Studios amb la seva idea el febrer de 2019. La pel·lícula es va anunciar oficialment al juliol a la San Diego Comic-Con. Ali va tenir un cameo de veu com a Blade a Eternals (2021). Stacy Osei-Kuffour es va incorporar el febrer de 2021, i Bassam Tariq va ser contractat aquest setembre, però va abandonar el projecte un any més tard El rodatge començarà el 2023 als Tyler Perry Studios d'Atlanta, Geòrgia, així com a Nova Orleans, Cleveland i el Marroc.
Blade estava previst que s'estrenés el 6 de setembre del 2024, com a part de la cinquena fase de l'MCU, però es va reprogramar al 7 de novembre de 2025.